# 建州之战
建州之战，宋高宗建炎四年（1130年）至绍兴二年（1132年），在南宋农民战争中，宣抚副使韩世忠等率军攻建州（治建安县，今福建省建瓯市），镇压范汝为起义的作战。
建炎初，南宋平息建州叶浓军乱后，苗刘兵变叛军入福建，宋朝围剿大军继入。连年战祸使福建残破不堪。1130年七月，为反抗官府压迫，私盐贩子相聚拥范汝为为首领，据建州起义，饥民响应，从者达十余万人。同时，光泽、顺昌饥民也响应，与建州义军互为犄角，共抗官府。八月，福建安抚使程迈率军攻讨，失利后，改用诱降之策，派谢向、陆棠等人混入义军招安。范汝为一度就招，复叛。十月，宋朝派神武副军都统制辛企宗率一万兵往讨，军至邵武，战败失利，不敢前进。朝廷命韩世忠为福建、江西、荆湖宣抚副使，率兵三万，自温州（治今浙江省温州市）、台州（治今浙江省临海市）路抵达福建。1131年十一月，韩世忠派精兵航海，水陆并进，经福唐（今福建省福清市）抵延平（今福建省南平市延平区）。义军焚桥、塞路，在延平至建州之间埋下巨木为鹿角，广布竹签、铁蒺藜，挖设陷马坑等障碍，堵截宋军逼近。韩世忠受阻改道，率先乘马浮渡剑潭，令属下偃旗息鼓，沿山斩荆棘，间道潜进，至凤凰山（今福建建瓯东北），迂回包围建州。1132年正月，韩世忠督以天桥、对楼、云梯、火炮齐攻，义军固守，日久城陷，战死万余人，五百余人被俘杀。范汝为至回源洞，自焚而死。后义军余众转战龙泉、处州（治丽水，今浙江省丽水市西），也被官军镇压。